# Orthostigma robusticeps
Orthostigma robusticeps är en stekelart som beskrevs av Fischer 1995. Orthostigma robusticeps ingår i släktet Orthostigma och familjen bracksteklar. Inga underarter finns listade i Catalogue of Life.